# チャーチル (お笑いコンビ)
チャーチルは、日本のお笑いコンビである。サンミュージックプロダクション所属。2010年7月頃解散。

## メンバー
- 飯田健吾（いいだ けんご、1982年9月30日 - ）

埼玉県出身。身長166cm、血液型B型。
- 鈴木圭介（すずき けいすけ、1982年11月4日 - ）

埼玉県出身。身長166cm、血液型B型。
かつては旅行会社に3年間勤務。予定管理者の資格がある。

## 来歴・芸風
二人とも同級生で、2005年7月16日コンビ結成。当初のコンビ名は「パティグロン」だった。このコンビ名は彼らの先輩のあだ名に由来したという。当時はアマチュア、フリーで活動。
2007年にサンミュージック企画に預かり契約となり、のちに所属となる。この時に同事務所からの勧めでコンビ名を改名。飯田が適当に挙げた『プーチン』『ミッテラン』『チャーチル』（いずれも大統領の名前）の中から鈴木がチャーチルを選んで決定する。その後「ブッチャーブラザーズの“チルドレン”、ブッチャーチルドレンの略でチャーチル」という意味も付けたことがある。
ネタはコント、ショートコントなどで、「怖い話」がテーマのものなどがあった。

## 出演

### テレビ
- シンボルず（テレビ東京）
- カンニングのDAI安吉日!（BSフジ）
- ワッチミー!TVxTV（BSフジ）
- ビバビバパラダイス（岩手めんこいテレビ）
- 7万人探偵ニトベ（BS朝日）- episode 3「ダンディ坂野殺人事件」（2009年5月8日）

### ラジオ
- シーサイド・カフェ828（鎌倉エフエム放送） - 2007年8月13日から月曜マンスリーパーソナリティ、棚橋隆、境下潤子（トリコロール風花）と共演。

### ライブ
- サンミュージックGETライブ
- プレGETシアター
- ぽしぇっとライブ
- ブレイクアウト
- ビタミンB寄席
- 大部屋ダイヤモンド
- Pフラッシュ
- 演架（上野広小路亭）
他